# 글로리아 밴더빌트
글로리아 로라 밴더빌트(영어: Gloria Laura Vanderbilt, 1924년 2월 20일~2019년 6월 17일)는 미국의 예술가, 작가, 여배우, 패션 디자이너, 상속인, 사교계 명사이다. 그녀는 뉴욕의 밴더빌트 가족의 일원이자 CNN 텔레비전 앵커인 앤더슨 쿠퍼의 어머니였다.
1930년대에 그녀는 어머니와 고모가 각각 그녀의 양육권과 그녀의 신탁 기금에 대한 통제를 요구한 유명한 아동 양육권 재판의 대상이었다. 언론에서 "세기의 재판 "이라고 불리는 법원 절차는 관련 당사자들의 부와 명성으로 인해 광범위하고 센세이셔널한 언론 보도의 대상이 되었다.
1970년대에 성인이 된 밴더빌트는 자신의 이름을 딴 패션, 향수, 가정용품 라인을 출시했다. 그녀는 특히 디자이너 청바지의 초기 개발자로 주목받았다.

## 직업

### 연극 예술
1954년부터 1963년까지 밴더빌트는 연기에 전념했다. 그녀는 Neighbourhood Playhouse에서 Sanford Meisner 선생과 함께 연기를 공부했으며 1954년 펜실베니아주 Mountainhome의 Pocono Playhouse에서 공연 된 The Swan으로 데뷔했다. 1955년 그녀는 William Saroyan의 The Time of Your Life 의 리바이벌에서 Elsie로 브로드웨이에 출연했다. 밴더빌트는 또한 Playhouse 90, Studio One in Hollywood 및 The Dick Powell Show를 포함한 다수의 라이브 및 촬영된 TV 드라마에 출연했다.

### 패션
밴더빌트는 15세 때 Harper's Bazaar에 출연하여 패션 모델로 경력을 시작했다 .
1970년대에 밴더빌트는 처음에는 Glentex와 함께 패션 사업 자체에 도전하여 스카프 라인에 대한 그녀의 이름과 그림 컬렉션을 라이선스했다. 1976년 인도 디자이너 Mohan Murjani 의 Murjani Corporation은 백포켓에 밴더빌트의 서명과 그녀의 백조 로고가 새겨진 디자이너 청바지 라인을 출시할 것을 제안했다. 그녀의 청바지는 그 당시의 다른 청바지보다 더 꽉 끼었고 고객들에게 즉각적인 성공을 거두었다.
그녀는 회사와 함께 드레스, 블라우스, 시트, 신발, 가죽 제품, 리큐어 및 액세서리를 출시했다. 1982년부터 2002년까지 로레알 은 Gloria Vanderbilt라는 브랜드 이름으로 8가지 향수를 출시했다.
Jones Apparel Group 은 2002년 글로리아 밴더빌트 청바지에 대한 권리를 획득했다.
1980년대에 밴더빌트는 GV Ltd.의 이전 파트너와 그녀의 변호사를 사기 혐의로 기소했다. 오랜 재판(변호사가 사망한 기간) 후에 밴더빌트는 이겼고 거의 $1.7를 받았다. 백만 달러를 받았지만 돈은 결코 회수되지 않았다. 그녀는 또한 뉴욕시 변호사 협회 로부터 $300,000를 받았다. 밴더빌트는 또한 변호사가 IRS를 지불한 적이 없었기 때문에 수백만 달러의 체납세를 지고 있었고 그녀는 Southampton, New York 및 Upper East Side 주택을 팔 수 밖에 없었다.

### 미술
밴더빌트는 Art Students League of New York에서 미술을 공부했다. 그녀는 유화, 수채화 및 파스텔로 구성된 여성 1인 전시회를 통해 작품으로 유명해졌다. 그녀의 첫 번째 전시회는 1948년에 열렸다. 이 삽화는 1968년경부터 Hallmark Cards와 Bloomcraft(섬유 제조업체)에 의해 각색되고 라이센스되었으며 밴더빌트는 린넨, 도자기 및 유리 제품을 위해 특별히 디자인하기 시작했다.
2001년 밴더빌트는 예술로 돌아와 맨체스터 의 Southern Vermont Arts Center에서 첫 번째 미술 전시회 "Dream Boxes"를 열었다. 결정적인 성공이었다. 그녀는 2007년 예술의전당에서 35점의 그림 전시회를 열었다. 2년 후, 밴더빌트는 연례 가을 쇼 전시회에서 패널리스트로 아트 센터로 돌아와 그녀의 최신 소설 Obsession: An Erotic Tale의 사본에 서명했다.

### 저술
밴더빌트는 예술과 가정 장식에 관한 두 권의 책, 회고록 네 권과 소설 세 권을 저술했으며 The New York Times, Vanity Fair 및 Elle에 정기적으로 기고했다. 2010년 11월, 밴더빌트는 New York 잡지의 디자인 편집자인 Wendy Goodman이 쓴 새 책인 World of Gloria Vanderbilt Abrams Books에서 출판한 이 책에는 이전에 공개되지 않은 많은 사진이 실렸다.

## 개인 생활
밴더빌트는 네 번 결혼하고 세 번 이혼했으며 총 4명의 아들을 낳았다. 그녀는 또한 다른 관계를 가지고 있었다.